# Darren O'Dea
Darren O'Dea (Dublino, 4 febbraio 1987) è un allenatore di calcio ed ex calciatore irlandese, di ruolo difensore, vice allenatore dello Swansea City.

## Caratteristiche tecniche
Può ricoprire i ruoli di difensore centrale o terzino sinistro.

## Palmarès

### Club

#### Competizioni nazionali
- Campionato scozzese: 2

Celtic: 2006-2007, 2007-2008
- Coppa di lega scozzese: 1

Celtic: 2008-2009